# Brossat

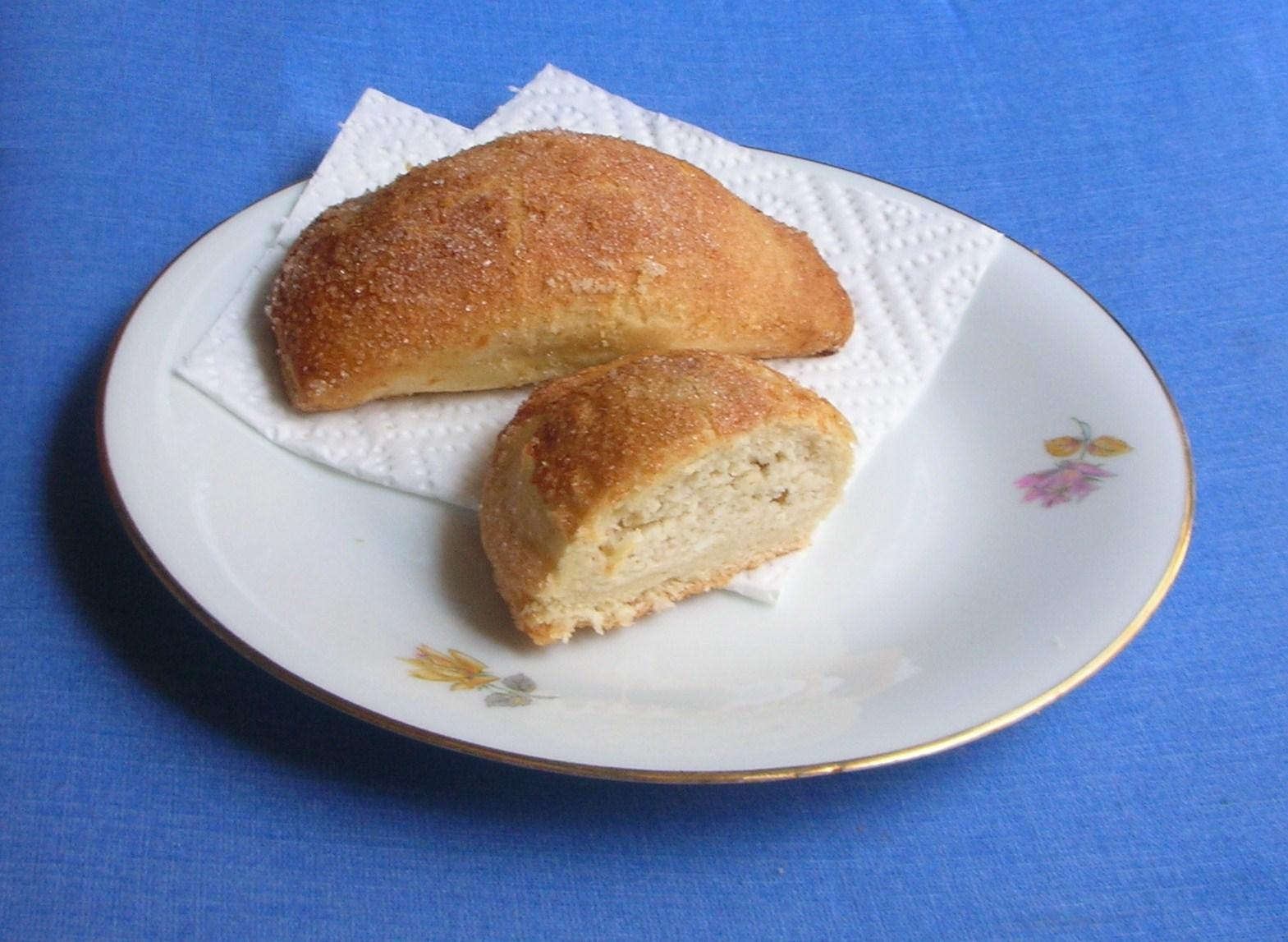
Flaons de Morella farcits de brull

El brossat, o brull en algunes zones, és un formatge fresc que s'elabora amb el xerigot resultant de l'obtenció d'altres formatges com el mató, el formatge fresc o el formatge madurat, d'ovella o de cabra.
S'obté escalfant el xerigot fins a temperatures gairebé d'ebullició (mai arriba a bullir), moment en què les proteïnes insolubles de la llet i altres partícules que aquestes arrossegaran es precipiten i poden ser recollides en forma de flòculs blancs a la superfície del xerigot. No es premsa, no se sala ni se sotmet a maduració. Se li dona forma amb motlles o draps.
És un formatge amb molt poc greix (al voltant del 10%) i que conté molta proteïna.

## Etimologia
Aquest producte s'anomena brossat al Pirineu, Menorca i Mallorca.
Es coneix i comercialitza com a brull, als contraforts muntanyencs dels Ports de Beseit, al sud de les terres de l'Ebre i a l'Alt Maestrat. El brull es fa servir per farcir els flaons de Morella.

## Preparació
El xerigot que s'aprofitava quan s'elaboraven els formatges a les cases de pagès, es feia escalfar fins que pràcticament bullia i, aleshores, brollava (d'aquí ve «brull») per la part superior del xerigot una massa blanca estriada i brossada (d'aquí ve «brossat») que es recollia, es deixava escórrer i, una vegada fred, es consumia immediatament.
Aquest era un producte molt valorat i l'aliment proteic més utilitzat pels pastors, ja que els formatges es guardaven de provisió.

## Variants
Es fan varietats similars al brossat en altres països de la Mediterrània, per exemple a Occitània es coneix com a  brousse, a l'Avairon en diuen recuite, a Còrsega es diu brocciu, i a Itàlia es diu ricotta. També a Suïssa tenen el sérac o a Romania l'urdă.